# Psalm 87
Der 87. Psalm (nach griechischer Zählung der 86.) ist ein Psalm der Korachsöhne und in die Reihe der Hymnen auf Zion einzuordnen. Der Psalm bereitet Schwierigkeiten für die Exegese. Aufgrund seines unregelmäßigen Versmaßes und des ungewöhnlichen Anfangs wird er sogar als „Bruchstück“ bezeichnet. 

## Umstellungsversuche
Um vor allem die metrische Beschädigung des Psalms, die durch spätere Abschreiber hervorgerufen wurde, rückgängig zu machen, gab es in der Forschung einige Umstellungsversuche:
| Gustav Bickell    | 1  | 1  | 2 | 2  | 2  | 3 | 4   | 6       | 5        | 5        | 7  |
| Julius Wellhausen | 1  | 1  | 2 | 2  | 2  | 3 | 4ab | 6       | 5        | 4c       | 7  |
| Frants Buhl       | 1  | 5c | 2 | 2  | 2  | 3 | 4   | 5       | 6        | 6        | 7  |
| Willy Staerk      | 1  | 5b | 2 | 2  | 2  | 3 | 6   | 4c,4a,b | 5        | 5        | 7  |
| Hermann Gunkel    | 1a | 1a | 2 | 1b | 5c | 7 | 3   | 6       | 4c,4a,4b | 4c,4a,4b | 5b |

## Datierung
Üblicherweise wird der Psalm auf die persische Zeit datiert, da der Psalm zu einer Zeit abgefasst worden sein muss, da Israel eine große Ausdehnung bis nach Äthiopien gehabt haben muss. Friedrich Baethgen und Hans Keßler datieren den Psalm aufgrund der Nennung der Stadt Babel auf die vorexilische Zeit.